# Cerapachys hashimotoi
Cerapachys hashimotoi é uma espécie de formiga do gênero Cerapachys.